# Megalommum fasciatipenne
Megalommum fasciatipenne är en stekelart som beskrevs av Cameron 1911. Megalommum fasciatipenne ingår i släktet Megalommum och familjen bracksteklar. Inga underarter finns listade i Catalogue of Life.